# Kathryn Boden

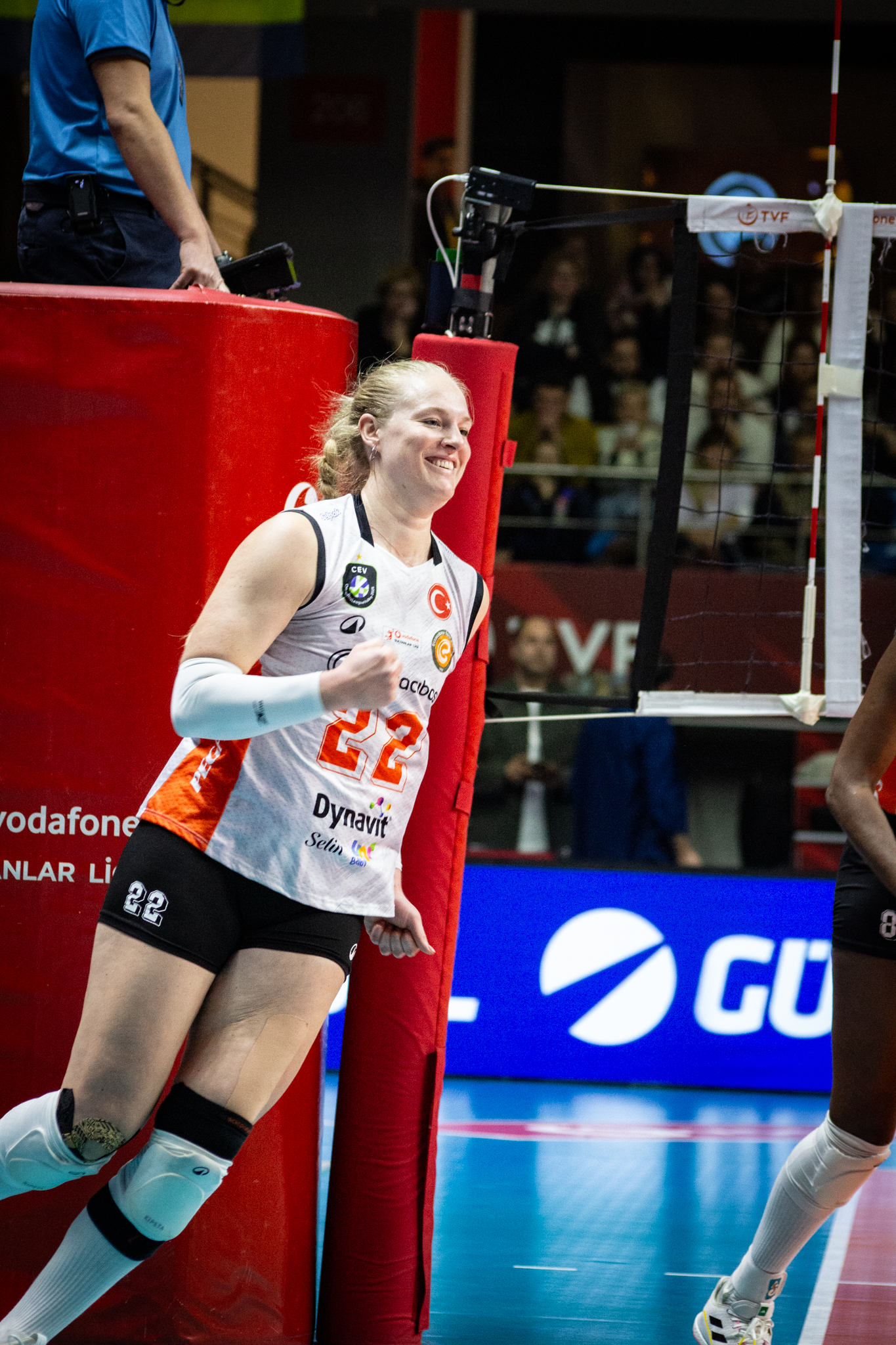
Kathryn Boden zawodniczką Eczacıbaşı Dynavit Stambuł

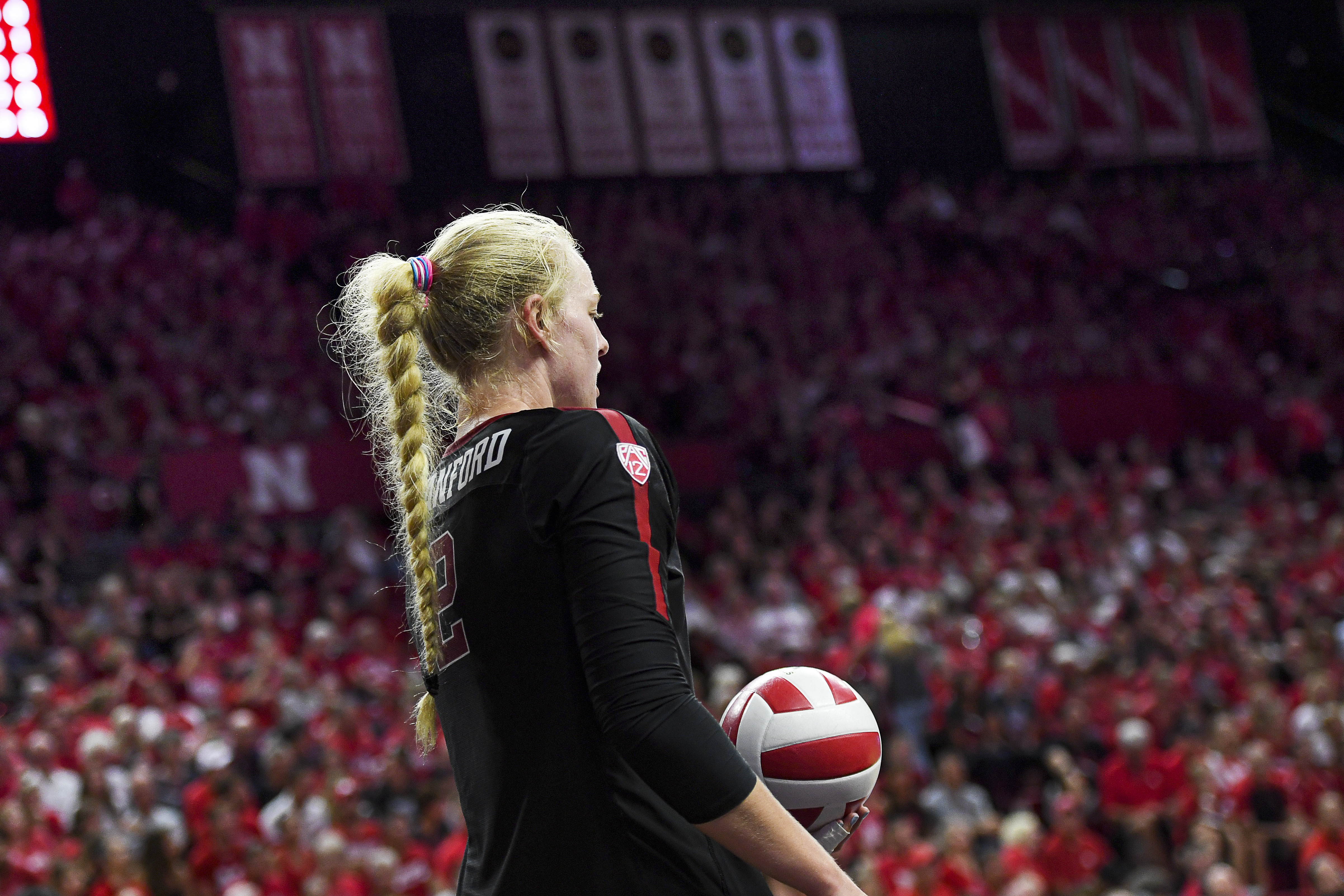
Kathryn Plummer przygotowująca się do zagrywki reprezentując Uniwersytet Stanforda w meczu przeciwko Uniwersytetowi Nebraska, 18 wrzesień 2019

Kathryn Rose Boden z domu Plummer (ur. 16 października 1998 w Long Beach) – amerykańska siatkarka, reprezentantka kraju, grająca na pozycji przyjmującej.
Jest absolwentką Uniwersytetu Stanforda, na którym studiowała biologię człowieka. Po zakończeniu ligi uniwersyteckiej NCAA pod koniec grudnia przeniosła się do włoskiej Serie A do klubu Saugella Monza. Kolejnym klubem w jej karierze była japońska drużyna Denso Airybees. W sezonie 2021/2022 reprezentuje barwy obecnego Mistrza Włoch - Imoco Volley Conegliano.
7 września 2024 poślubiła Michaela Bodena, którego poznała na Uniwersytecie Stanforda. Jej przyszły mąż grał w uniwersyteckiej drużynie baseballu jako miotacz.

## Siatkówka plażowa
W 2014 roku wraz z Morgan Martin wygrała Mistrzostwa Świata U-17. Z Milicą Mirkovic zostały brązowymi medalistkami Mistrzostw Świata Kadetek w 2016 roku. Milicą Mirkovic była również jej partnerką podczas Mistrzostw Świata Juniorek 2017, gdzie na zakończenie zajęły 3. miejsce.

## Kariera klubowa
| Lata                      | Klub                          |
| 2016–2019                 | Stanford University           |
| 2019–2020 (od 30.12.2019) | Saugella Monza                |
| 2020–2021                 | Denso Airybees                |
| 2021–2024                 | Prosecco Doc Imoco Conegliano |
| 2024–                     | Eczacıbaşı Dynavit Stambuł    |

## Sukcesy klubowe
Liga uniwersytecka NCAA:
- 2017, 2019[7]
- 2018

Superpuchar Włoch:
- 2021, 2022[8], 2023[9]

Klubowe Mistrzostwa Świata:
- 2022[10]
- 2021

Puchar Włoch:
- 2022[11], 2023[12], 2024[13]

Liga włoska:
- 2022[14], 2023[15], 2024[16]

Liga Mistrzyń:
- 2024[17]
- 2022[18]

Liga turecka:
- 2025[19]

## Sukcesy reprezentacyjne
Mistrzostwa Ameryki Północnej, Środkowej i Karaibów Kadetek:
- 2014

Mistrzostwa Świata Kadetek:
- 2015

Puchar Panamerykański:
- 2019[20]

Liga Narodów:
- 2021

Mistrzostwa Ameryki Północnej, Środkowej i Karaibów:
- 2023[21]

Igrzyska Olimpijskie:
- 2024[22]

## Nagrody indywidualne
- 2015: Najlepsza atakująca Mistrzostw Świata Kadetek
- 2017: Najlepsza atakująca ligi uniwersyteckiej NCAA w sezonie 2016/2017
- 2019: MVP ligi uniwersyteckiej NCAA w sezonie 2018/2019
- 2020: MVP ligi uniwersyteckiej NCAA w sezonie 2019/2020